# 江城区
江城区（こうじょうく）は中華人民共和国広東省陽江市に位置する市轄区。

## 歴史
前漢により安寧県が設置された。中華民国が成立すると陽江県が設置された。1988年の陽江県の廃止に伴い、陽西県・江城区・陽東区に分割され江城区が成立した。

## 行政区画
下部に8街道、4鎮を管轄する
- 街道
  - 南恩街道、城南街道、城北街道、中洲街道、城東街道、崗列街道、城西街道、白沙街道
- 鎮
  - 埠場鎮、平岡鎮、閘坡鎮、双捷鎮

## 交通

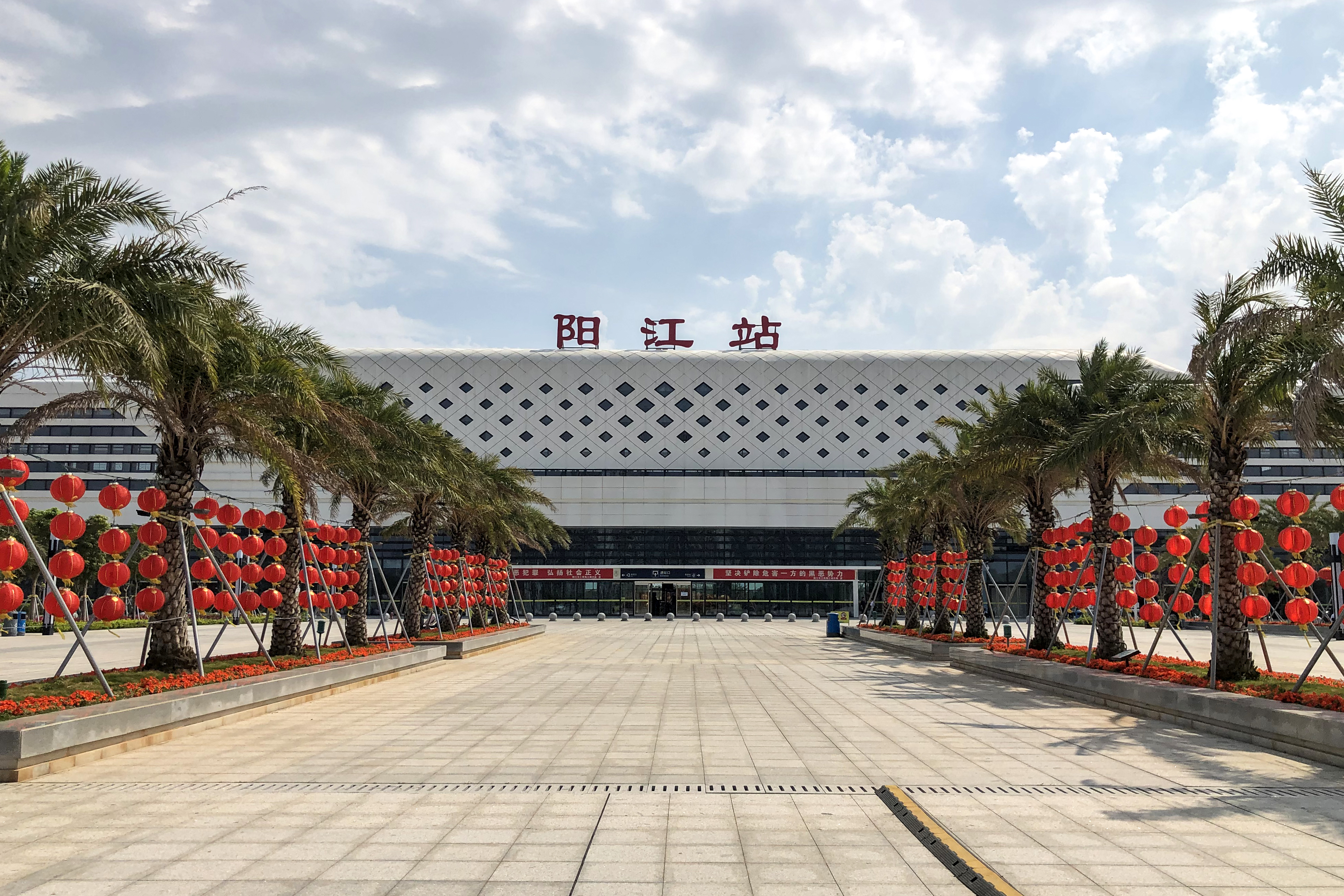
陽江駅

### 鉄道
- 中国鉄路総公司
  - 深湛線
    - 陽江駅

### 道路
- 高速道路
  - 瀋海高速道路
  - 羅陽高速道路
- 国道
  - G325国道